# 11122 Eliscolombini
11122 Eliscolombini (1996 RQ2) là một tiểu hành tinh vành đai chính.